# Cyclocephala longula
Cyclocephala longula är en skalbaggsart som beskrevs av Leconte 1863. Cyclocephala longula ingår i släktet Cyclocephala och familjen Dynastidae. Inga underarter finns listade i Catalogue of Life.